# Dominic Chianese
Dominic Chianese (ejtsd: [kjaˈneːze]) (Bronx, New York, 1931. február 24.–) olasz származású amerikai színész, énekes, zenész.
Legismertebb szerepe Corrado „Junior” Soprano az HBO Maffiózók című sorozatában.

## Fiatalkora
Chianese New York Bronx városrészében született. Apja téglarakó kőműves volt, nagyapja Nápolyból vándorolt be az Egyesült Államokba, és 1904-ben telepedett le Bronxban.

## Pályafutása
Iskolái elvégzése után Broadwayen kívüli színházakban játszott, majd a manhattani HB Studióban részt vett az első professzionális színházi tanfolyamon, ahol az ismert Walt Witcover volt a tanára. Később a Broadwayen is felléphetett: első ilyen darab az Oliver! volt 1965-ben. Emellett más New York-i és vidéki színházakban is dolgozott. Hogy keresetét kiegészítse, éttermekben és kocsmákban gitározott és énekelt. Első televíziós munkájára George C. Scott ajánlotta be, így 1964-ben látható volt az East Side/West Side sorozat egyik epizódjában.
1974-ben , Francis Ford Coppola beválogatta Chianese-t A Keresztapa II. szereplői közé, és megkapta Johnny Ola szerepét. Beinduló filmes (és színházi) karrierje során több alkalommal is együtt szerepelt Al Pacinóval.
A A Keresztapa II. előtt a New York Állam Kábítószer-ellenes Bizottságának is dolgozott egy rehabilitációs központban. Ott önkéntesként gitározni tanította a kábítószeres bűncselekményekért elítélt nőket.
1997-ben David Chase beválogatta a Maffiózók szereplői közé, és Chianese évekig játszotta a sorozatbeli Junior bácsi szerepét, ami legismertebb alakításának számít.
2010-ben humanitárius tevékenységéért az Ellis Island Medal of Honor éremmel tüntették ki.
Chianese kiváló tenor és zenész. 2000-ben kiadott egy CD-t Hits címmel, amelyen amerikai és olasz dalokat énekel. A Maffiózók harmadik évadjának utolsó epizódjában előadta Salvatore Cardillo szentimentális klasszikusát, a „Core 'ngrató”-t (magyarul: Hálátlan szív). 2003-ban az AOL Musicnál megjelent második CD-je Ungrateful Heart (magyarul: Hálátlan szív) címmel, amelyen 16 klasszikus nápolyi dal hallható.
Fia, Dominic Chianese Jr. ugyancsak színész, és a Maffiózók utolsó évadjában is feltűnik a Lupertazzi maffiacsalád egyik tagjaként.
2011 és 2013 között az HBO Boardwalk Empire – Gengszterkorzó című sorozatában is szerepelt, amelyben egy visszavonult Atlantic City-i tanácsost, Leander Whitlockot alakította.

## Filmográfia

### Film
| Év   | Magyar cím                        | Eredeti cím                                                   | Szerep                                | Magyar hang            |
| ---- | --------------------------------- | ------------------------------------------------------------- | ------------------------------------- | ---------------------- |
| 1972 | Mr. Süket trükkjei                | Fuzz                                                          | Koldus                                |                        |
| 1974 | A Keresztapa II.                  | The Godfather Part II                                         | Johnny Ola                            | Makay Sándor           |
| 1974 | A Keresztapa II.                  | The Godfather Part II                                         | Johnny Ola                            | Sinkovits-Vitay András |
| 1975 | Kánikulai délután                 | Dog Day Afternoon                                             | Sonny apja                            |                        |
| 1976 | Az elnök emberei                  | All the President's Men                                       | Eugenio R. Martinez                   |                        |
| 1978 | Ujjak                             | Fingers                                                       | Arthur Fox                            |                        |
| 1978 | Az udvaron                        | On the Yard                                                   | Mendoza (nem szerepel a stáblistán)   | Barbinek Péter         |
| 1979 | Tűzharc                           | Firepower                                                     | Orlov                                 |                        |
| 1979 | Az igazság mindenkié              | ...And Justice for All                                        | Carl Travers                          | Szokolay Ottó          |
| 1981 | Apacserőd Bronxban                | Fort Apache, the Bronx                                        | Corelli apja                          |                        |
| 1989 | Az átlátnok                       | Second Sight                                                  | Dominic atya                          |                        |
| 1990 | Hol az igazság?                   | Q&A                                                           | Larry Pesch / Vito / Lorenzo Franconi | Szilágyi István        |
| 1991 | Törvényre törve                   | Out for Justice                                               | Mr. Madano                            | Velenczey István       |
| 1992 | Gyilkosság villanófényben         | The Public Eye                                                | Spoleto                               | Kun Vilmos             |
| 1993 |                                   | Rivalen des Glücks – The Contenders                           | A menyasszony apja                    |                        |
| 1993 | Zűrzavaros éjszakák               | The Night We Never Met                                        | kíváncsi szomszéd                     | Gruber Hugó            |
| 1996 | Ugrásra készen                    | If Lucy Fell                                                  | Al                                    |                        |
| 1996 | Szerelem és semmi más             | Love Is All There Is                                          | olasz konzul                          |                        |
| 1996 | Az Egér                           | The Mouse                                                     | Al, az edző                           |                        |
| 1996 | Richárd nyomában (dokumentumfilm) | Looking for Richard                                           | önmaga                                |                        |
| 1997 | Manhattanre leszáll az éj         | Night Falls on Manhattan                                      | Impelliteri bíró                      | Kardos Gábor           |
| 1998 |                                   | Went to Coney Island on a Mission from God... Be Back by Five | Mickey                                |                        |
| 1999 | Broadway 39. utca                 | Cradle Will Rock                                              | Silvano                               | Breyer László          |
| 2002 | A hűtlen                          | Unfaithful                                                    | Frank Wilson                          | Kajtár Róbert          |
| 2004 | A szerető                         | When Will I Be Loved                                          | Tommaso Lupo gróf                     | Szélyes Imre           |
| 2004 | Sorsfordító rabbi                 | King of the Corner                                            | Stan Marshak                          |                        |
| 2006 |                                   | The Last New Yorker                                           | Lenny Sugarman                        |                        |
| 2007 |                                   | Adrift in Manhattan                                           | Tomasso Pensara                       |                        |
| 2007 |                                   | The Last New Yorker                                           | Lenny Sugarman                        |                        |
| 2011 | Mr. Popper pingvinjei             | Mr. Popper's Penguins                                         | Mr. Reader                            | Szokolay Ottó          |
| 2013 | Vérmesék                          | The Family                                                    | Vinnie Caprese                        |                        |
| 2017 |                                   | Active Adults                                                 | Bart                                  |                        |

### Televízió
| Év        | Magyar cím                        | Eredeti cím                              | Szerep                        | Megjegyzések                                   |
| --------- | --------------------------------- | ---------------------------------------- | ----------------------------- | ---------------------------------------------- |
| 1964      |                                   | East Side/West Side                      | Charley                       | 1 epizód                                       |
| 1975–1981 |                                   | Ryan's Hope                              | Ben bácsi                     | 40 epizód                                      |
| 1976      | Kojak                             | Kojak                                    | George Mallick                | 1 epizód                                       |
| 1980      |                                   | A Time for Miracles                      | Támogató                      | tévéfilm                                       |
| 1990      | Az elveszett Capone               | The Lost Capone                          | Gabriel Capone                | tévéfilm                                       |
| 1991–1997 | Esküdt ellenségek                 | Law & Order                              | Dan Rubell / Paul Kaylin bíró | 3 epizód                                       |
| 1996      | Gotti                             | Gotti                                    | Joe Armone                    | - tévéfilm - magyar hangja: - Cs. Németh Lajos |
| 1999–2007 | Maffiózók                         | The Sopranos                             | Corrado Soprano               | - 55 epizód - magyar hangja: - Kun Vilmos      |
| 2004      |                                   | Hope & Faith                             | Irv Miller                    | 1 epizód                                       |
| 2004      |                                   | Crimes of Fashion                        | George                        | tévéfilm                                       |
| 2010      | A hatalom hálójában               | Damages                                  | Stuart Zedeck                 | Televíziós sorozat                             |
| 2010      | Zsaruvér                          | Blue Bloods                              | Jack 'Happy Jack' Vintano     | 1 epizód                                       |
| 2011      | Az amerikai tini titkos élete     | The Secret Life of the American Teenager | Vic                           | 2 epizód                                       |
| 2011      | Boardwalk Empire – Gengszterkorzó | Boardwalk Empire                         | Leander Cephas Whitlock       | 12 epizód                                      |
| 2012–2014 | A férjem védelmében               | The Good Wife                            | Michael Marx bíró             | 5 epizód                                       |
| 2019      | Montalbano felügyelő              | Inspector Montalbano                     | John Zuck                     | 1 epizód                                       |
| 2019      |                                   | The Village                              | Enzo Napolitano               | 10 epizód                                      |

### Színház

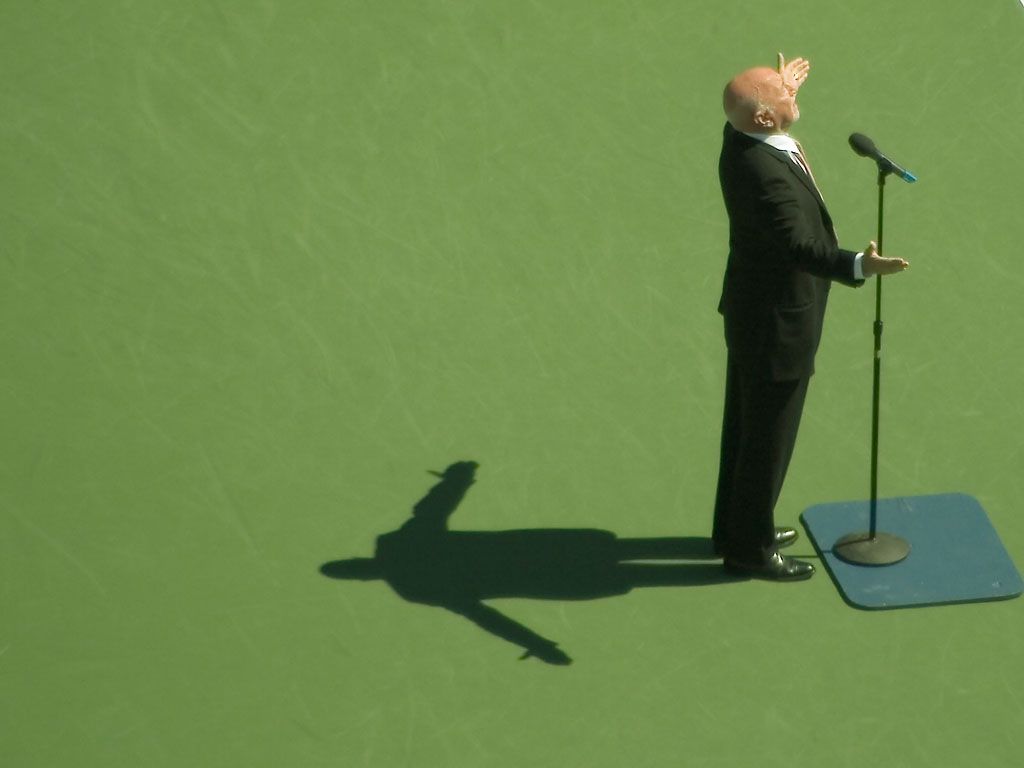
Chianese a "God Bless America" című dalt énekli a US Openen (2005)

| Év   | Magyar cím       | Eredeti cím                      | Szerep      | Megjegyzés                   |
| ---- | ---------------- | -------------------------------- | ----------- | ---------------------------- |
| 1965 |                  | Oliver!                          | Londoni     | Martin Beck Theatre          |
| 1971 |                  | Scratch                          | Esküdt      | St. James Theatre            |
| 1978 |                  | The Water Engine / Mr. Happiness | Mr. Wallace | Plymouth Theatre             |
| 1979 | III. Richárd     | King Richard III                 | több szerep | Cort Theatre                 |
| 1985 |                  | Requiem for a Heavyweight        | Max Greeny  | Martin Beck Theatre          |
| 1995 | A tetovált rózsa | The Rose Tattoo                  | De Leo atya | Circle in the Square Theatre |

## Fontosabb díjak és jelölések
| Jelölt mű        | Díj                     | Kategória                                        | Év   | Eredmény |
| ---------------- | ----------------------- | ------------------------------------------------ | ---- | -------- |
| Maffiózók        | Screen Actors Guild-díj | legjobb szereplőgárda (drámasorozat) (megosztva) | 1999 | Elnyerte |
| Maffiózók        | Screen Actors Guild-díj | legjobb szereplőgárda (drámasorozat) (megosztva) | 2000 | Jelölve  |
| Maffiózók        | Screen Actors Guild-díj | legjobb szereplőgárda (drámasorozat) (megosztva) | 2001 | Jelölve  |
| Maffiózók        | Screen Actors Guild-díj | legjobb szereplőgárda (drámasorozat) (megosztva) | 2002 | Jelölve  |
| Maffiózók        | Screen Actors Guild-díj | legjobb szereplőgárda (drámasorozat) (megosztva) | 2004 | Jelölve  |
| Maffiózók        | Screen Actors Guild-díj | legjobb szereplőgárda (drámasorozat) (megosztva) | 2006 | Jelölve  |
| Maffiózók        | Screen Actors Guild-díj | legjobb szereplőgárda (drámasorozat) (megosztva) | 2007 | Elnyerte |
| Maffiózók        | Primetime Emmy-díj      | legjobb férfi mellékszereplő (drámasorozat)      | 2000 | Jelölve  |
| Maffiózók        | Primetime Emmy-díj      | legjobb férfi mellékszereplő (drámasorozat)      | 2001 | Jelölve  |
| Boardwalk Empire | Screen Actors Guild-díj | legjobb szereplőgárda (drámasorozat) (megosztva) | 2011 | Elnyerte |